# IOS 18
IOS 18 is een besturingssysteem voor iPhones dat is ontwikkeld door Apple Inc. Het werd aangekondigd tijdens de Worldwide Developers Conference op 10 juni 2024 en kwam op 16 september 2024 beschikbaar voor het publiek.

## Functies
Nieuw in iOS 18 is een aanpasbaar beginscherm, waarbij de gebruiker zowel de kleur als positie van de appsymbolen kan kiezen. Apps kunnen ook worden vergrendeld en verborgen. Het bedieningspaneel bevat groepen met regelaars die nu naar keuze ingedeeld kunnen worden.
Binnen de Foto's-app kan worden gezocht op thema en foto's kunnen ingedeeld worden per categorie. In de Berichten-app zijn nieuwe teksteffecten aanwezig en berichten kunnen worden gepland om op een later moment te worden verstuurd. In de losse Wachtwoorden-app kunnen wachtwoorden worden gesynchroniseerd met andere apparaten. Er is tevens ondersteuning voor fiets- en wandelroutes binnen de Kaarten-app. In de Notities-app kunnen wiskundige berekeningen worden gedaan en live-transcripties worden getoond tijdens het opnemen van audiogesprekken.
Andere verbeteringen zijn aangebracht aan onder meer de Apple TV-app, Wallet, Woning, widgets, privacy en het delen van contactgegevens.

### Apple Intelligence
De aangekondige AI-functies van Apple Intelligence komen op een later moment beschikbaar in iOS 18.1. De functies zullen eerst in het Engels beschikbaar zijn en zullen vanwege de Verordening digitale markten voorlopig nog niet binnen de EU beschikbaar zijn.

### Vergrendeling
Apple kondigde in april 2024 aan dat binnen iOS 18 de optie voor het vergrendelen van iPhone-onderdelen zal worden geïntroduceerd. De functie moet het doorverkopen van gestolen iPhone-onderdelen tegengaan.

## Ondersteuning
Alle apparaten met een A14 Bionic-processor en nieuwer worden ondersteund binnen iOS 18. De iPhone XS, XR en 11 hebben vanwege de A12- en A13-processor beperkte ondersteuning. Alleen de iPhone 15 Pro en nieuwer zullen Apple Intelligence gaan ondersteunen.
- iPhone XS (Max)
- iPhone XR
- iPhone 11 (Pro en Max)
- iPhone SE (2020) (2e generatie)
- iPhone 12 (Mini, Pro en Max)
- iPhone 13 (Mini, Pro en Max)
- iPhone SE (2022) (3e generatie)
- iPhone 14 (Plus, Pro en Max)
- iPhone 15 (Plus, Pro en Max)
- iPhone 16 (Plus, Pro en Max)
- iPhone 16e